# Chiquinho Brazão
João Francisco Inácio Brazão (Rio de Janeiro, 22 de fevereiro de 1962), mais conhecido como Chiquinho Brazão, é um empresário, comerciante e político brasileiro, atualmente sem partido.
Junto com o irmão Domingos Brazão foi um dos acusados de ser o mandantes do assassinato da vereadora Marielle Franco. Em 2025, devido ao quadro de saúde de Chiquinho Brazão o ministro do Supremo Tribunal Federal, Alexandre de Moraes, concedeu a prisão domiciliar, ele estava preso na penitenciária Penitenciária Federal de Campo Grande, desde 2024.

## Vida pessoal
É irmão dos políticos Domingos Brazão e Pedro Brazão.
Em 2024, foi preso acusado de ser um dos mandantes do assassinato da ex-vereadora Marielle Franco como forma de intimidar o Partido Socialismo e Liberdade (PSOL). Em 2025, por motivo de saúde foi concedido pelo ministro do STF, Alexandre de Morais, a prisão domiciliar.

## Política
Foi eleito vereador do Rio de Janeiro pela primeira vez em 2004, e reeleito em 2008, 2012 e 2016. Nas eleições de 2018, foi candidato a deputado federal pelo Avante e foi eleito com 25 817 votos. Em 2022, foi reeleito deputado federal com 77 367 votos. Durante a campanha, participou de carreatas apoiando a candidatura de Jair Bolsonaro (PL) à reeleição para presidente.
Em outubro de 2023, foi nomeado pelo prefeito do Rio de Janeiro, Eduardo Paes (PSD), para chefiar a Secretaria Especial de Ação Comunitária da Prefeitura do Rio, em um acordo de Paes com o Republicanos, partido ao qual Brazão havia dado entrada para se filiar. Ele ocupou o cargo por quatro meses, sendo exonerado a pedido em 1 de fevereiro de 2024 após a delação premiada de Ronnie Lessa na investigação do assassinato de Marielle Franco.
Em fevereiro de 2024, ele usou quase 24 mil reais da cota parlamentar para fazer publicidade de um projeto que propõe combater a violência contra a mulher e prevenir o feminicídio.

## Prisão
Em 24 de março de 2024, foi preso pela Polícia Federal, junto ao irmão Domingos Brazão e o ex-chefe da Polícia Civil do Rio de Janeiro (PCERJ) Rivaldo Barbosa, apontados como mandantes do assassinato da vereadora Marielle Franco, ocorrido em 14 de março de 2018.
No mesmo dia, o Partido Socialismo e Liberdade (PSOL) protocolou um pedido de cassação do mandato de Chiquinho Brazão na Câmara dos Deputados, e o União Brasil (UNIÃO) anunciou a expulsão de Brazão da legenda por decisão de sua Comissão Executiva Nacional.
Em 15 de maio, o Conselho de Ética da Câmara decidiu manter, por 16 votos a 1, um processo disciplinar que pode levar à cassação do mandato de Chiquinho Brazão.
Em 16 de julho, no depoimento ao Conselho de Ética da Câmara dos Deputados, Chiquinho Brazão disse que é inocente das acusações de ter mandado matar a vereadora Marielle Franco e negou relação com milícias.
No início da tarde do dia 12 de abril de 2025, Chiquinho Brazão foi liberado do Presídio Federal de Campo Grande, no Mato Grosso do Sul, um dia depois da decisão do ministro do Supremo Tribunal Federal (STF), Alexandre de Moraes, que autorizou a prisão domiciliar para o parlamentar devido a condição de saúde.

## Cassação
Em 24 de abril de 2025, teve declarada a cassação do seu mandato como Deputado por decisão individual do presidente Hugo Motta , sem a provocação de partidos – e com o apoio do restante da Mesa Diretora, baseada no Art. 55 da Constituição Federal, que prevê a perda do mandato para o parlamentar que "deixar de comparecer, em cada sessão legislativa, à terça parte das sessões ordinárias da Casa a que pertencer, salvo licença ou missão por esta autorizada".

## Desempenho eleitoral
| Ano  | Eleição                     | Partido | Cargo            | Votos  | %     | Resultado | Ref    |
| ---- | --------------------------- | ------- | ---------------- | ------ | ----- | --------- | ------ |
| 2004 | Municipal do Rio de Janeiro | PMDB    | Vereador         | 28.710 | 0,85% | Eleito    | [ 29 ] |
| 2008 | Municipal do Rio de Janeiro | PMDB    | Vereador         | 37.845 | 0,95% | Eleito    | [ 30 ] |
| 2012 | Municipal do Rio de Janeiro | PMDB    | Vereador         | 35.644 | 1,14% | Eleito    | [ 31 ] |
| 2016 | Municipal do Rio de Janeiro | PMDB    | Vereador         | 23.923 | 0,82% | Eleito    | [ 32 ] |
| 2018 | Estaduais no Rio de Janeiro | Avante  | Deputado federal | 25.817 | 0,33% | Eleito    | [ 33 ] |
| 2022 | Estaduais no Rio de Janeiro | UNIÃO   | Deputado federal | 77.367 | 0,89% | Eleito    | [ 34 ] |